# Фамейе, Джоэль
Джоэль Фамейе (англ. Joel Fameyeh; род. 14 мая 1997, Кумаси) — ганский футболист, нападающий венгерского клуба «Академия Пушкаша».

## Клубная карьера
Джоэль Фамейе родился в ганском городе Кумаси. Начинал карьеру в клубах «Асоква Депортиво» и «Олл Старз». В начале 2016 года перешёл на правах аренды в белорусский клуб «Белшина», за который выступал в первой половине чемпионата. В середине сезона 2016 года игрока выкупил «Динамо-Брест». Всего, по итогам чемпионата Беларуси 2016 года, Фамейе провёл 27 матчей, в которых отличился 10 забитыми мячами, став пятым бомбардиром лиги. Обладатель Кубка Беларуси 2017 и 2018 годов и Суперкубка страны 2018 и 2019 годов. В кубковой кампании 2017/18 стал лучшим бомбардиром с 8 голами, в том числе отличился голом в финальном матче против БАТЭ (3:2). Продолжал выступать за брестский клуб до лета 2019 года.
В июле 2019 года перешёл в клуб российской премьер-лиги «Оренбург».
В июне 2022 года стал игроком «Рубина».
8 февраля 2024 года перешёл в «Балтику» на правах аренды. 4 июня 2024 года покинул «Балтику» из-за окончания аренды.
31 января 2025 года стал игроком венгерского клуба «Академия Пушкаша».

## Карьера в сборной
За национальную сборную Ганы Фамейе дебютировал 18 октября 2015 года, сыграв в первом квалификационном раунде чемпионата африканских наций против сборной Кот-д’Ивуара и забив в первой же игре 2 мяча.

## Достижения
«Динамо-Брест»
- Обладатель Кубка Беларуси (2): 2017, 2018
- Обладатель Суперкубка Беларуси (2): 2018, 2019

## Статистика

### Клубная статистика
| Выступление      | Выступление              | Выступление      | Лига | Лига | Кубки | Кубки | Еврокубки | Еврокубки | Прочие | Прочие | Итого | Итого |
| Клуб             | Лига                     | Сезон            | Игры | Голы | Игры  | Голы  | Игры      | Голы      | Игры   | Голы   | Игры  | Голы  |
| ---------------- | ------------------------ | ---------------- | ---- | ---- | ----- | ----- | --------- | --------- | ------ | ------ | ----- | ----- |
| Асоква Уорриорз  | Вторая лига              | 2015/16          | 30   | 28   | —     | —     | —         | —         | —      | —      | 30    | 28    |
| Асоква Уорриорз  | Итого                    | Итого            | 30   | 28   | —     | —     | —         | —         | —      | —      | 30    | 28    |
| → Белшина        | Высшая лига              | 2016             | 12   | 5    | 3     | 1     | —         | —         | —      | —      | 15    | 6     |
| → Белшина        | Итого                    | Итого            | 12   | 5    | 3     | 1     | —         | —         | —      | —      | 15    | 6     |
| Динамо (Брест)   | Высшая лига              | 2016             | 15   | 5    | 1     | 0     | —         | —         | —      | —      | 16    | 5     |
| Динамо (Брест)   | Высшая лига              | 2017             | 27   | 5    | 7     | 5     | 2         | 0         | —      | —      | 36    | 10    |
| Динамо (Брест)   | Высшая лига              | 2018             | 24   | 7    | 5     | 5     | 3         | 0         | —      | —      | 32    | 12    |
| Динамо (Брест)   | Высшая лига              | 2019             | 10   | 5    | 1     | 0     | —         | —         | —      | —      | 11    | 5     |
| Динамо (Брест)   | Итого                    | Итого            | 76   | 22   | 14    | 10    | 5         | 0         | —      | —      | 95    | 32    |
| Оренбург         | Премьер-лига             | 2019/20          | 23   | 7    | 2     | 1     | —         | —         | —      | —      | 25    | 8     |
| Оренбург         | ФНЛ                      | 2020/21          | 35   | 12   | 1     | 1     | —         | —         | —      | —      | 36    | 13    |
| Оренбург         | ФНЛ                      | 2021/22          | 26   | 15   | 1     | 0     | —         | —         | 2      | 1      | 29    | 16    |
| Оренбург         | Итого                    | Итого            | 84   | 34   | 4     | 2     | —         | —         | 2      | 1      | 90    | 37    |
| Рубин            | Первая Лига              | 2022/23          | 30   | 11   | —     | —     | —         | —         | —      | —      | 30    | 11    |
| Рубин            | Премьер-лига             | 2023/24          | 15   | 3    | 5     | 0     | —         | —         | —      | —      | 20    | 3     |
| Рубин            | Премьер-лига             | 2024/25          | 3    | 1    | 3     | 0     | —         | —         | —      | —      | 6     | 1     |
| Рубин            | Итого                    | Итого            | 48   | 15   | 8     | 0     | —         | —         | —      | —      | 56    | 15    |
| → Балтика        | Премьер-лига             | 2023/24          | 3    | 1    | 1     | 0     | —         | —         | —      | —      | 4     | 1     |
| → Балтика        | Итого                    | Итого            | 3    | 1    | 1     | 0     | —         | —         | —      | —      | 4     | 1     |
| Академия Пушкаша | Национальный чемпионат I | 2024/25          | 1    | 0    | —     | —     | —         | —         | —      | —      | 1     | 0     |
| Академия Пушкаша | Итого                    | Итого            | 1    | 0    | —     | —     | —         | —         | —      | —      | 1     | 0     |
| Всего за карьеру | Всего за карьеру         | Всего за карьеру | 254  | 105  | 30    | 13    | 5         | 0         | 2      | 1      | 291   | 119   |

### Всборной
| Матчи и голы Фамейе за сборную Ганы | Матчи и голы Фамейе за сборную Ганы | Матчи и голы Фамейе за сборную Ганы | Матчи и голы Фамейе за сборную Ганы | Матчи и голы Фамейе за сборную Ганы | Матчи и голы Фамейе за сборную Ганы |
| №                                   | Дата                                | Оппонент                            | Счёт                                | Голы                                | Соревнование                        |
| ----------------------------------- | ----------------------------------- | ----------------------------------- | ----------------------------------- | ----------------------------------- | ----------------------------------- |
| 1                                   | 18 октября 2015                     | Кот-д’Ивуар (д)                     | 2:0                                 | 2                                   | Отборочный матч ЧАН                 |
| 2                                   | 30 октября 2015                     | Кот-д’Ивуар (г)                     | 0:1                                 | -                                   | Отборочный матч ЧАН                 |
| 3                                   | 8 июня 2021                         | Марокко (г)                         | 0:1                                 | -                                   | Товарищеский матч                   |
| 4                                   | 12 июня 2021                        | Кот-д’Ивуар (д)                     | 0:0                                 | -                                   | Товарищеский матч                   |
| 5                                   | 3 сентября 2021                     | Эфиопия (д)                         | 1:0                                 | -                                   | Отборочный матч ЧМ                  |
| 6                                   | 6 сентября 2021                     | ЮАР (г)                             | 0:1                                 | -                                   | Отборочный матч ЧМ                  |

Итого: 6 матчей / 2 гола; 2 победы, 1 ничья, 3 поражения.